# 16e étape du Tour d'Italie 2018
Pour un article plus général, voir Tour d'Italie 2018.
La 16e étape du Tour d'Italie 2018 se déroule le mardi 22 mai 2018, entre Trente et Rovereto sur une distance de 34,2 km. Il s'agit d'un contre-la-montre.

## Résultats

### Classement de l'étape
| \| Classement de l'étape \| Classement de l'étape \| Classement de l'étape \| Classement de l'étape \| Classement de l'étape \| \| Coureur \| Coureur \| Pays \| Équipe \| Temps \| \| --------------------- \| --------------------- \| --------------------- \| --------------------- \| --------------------- \| \| 1er \| Rohan Dennis \| Australie \| BMC Racing Team \| 40 min 00 s \| \| 2e \| Tony Martin \| Allemagne \| Katusha-Alpecin \| + 14 s \| \| 3e \| Tom Dumoulin \| Pays-Bas \| Team Sunweb \| + 22 s \| \| 4e \| Jos van Emden \| Pays-Bas \| LottoNL-Jumbo \| + 27 s \| \| 5e \| Christopher Froome \| Royaume-Uni \| Team Sky \| + 35 s \| \| 6e \| Alex Dowsett \| Royaume-Uni \| Katusha-Alpecin \| + 40 s \| \| 7e \| Chad Haga \| États-Unis \| Team Sunweb \| + 47 s \| \| 8e \| Fabio Aru[1] \| Italie \| UAE Team Emirates \| + 57 s \| \| 9e \| David de la Cruz \| Espagne \| Team Sky \| + 1 min 01 s \| \| 10e \| Vasil Kiryienka \| Biélorussie \| Team Sky \| + 1 min 04 s \| |                    |             |                   |              |
| |                    |             |                   |              |
| Source : ProCyclingStats |                    |             |                   |              |
| Classement de l'étape |                    |             |                   |              |
| Coureur | Coureur            | Pays        | Équipe            | Temps        |
| 1er | Rohan Dennis       | Australie   | BMC Racing Team   | 40 min 00 s  |
| 2e | Tony Martin        | Allemagne   | Katusha-Alpecin   | + 14 s       |
| 3e | Tom Dumoulin       | Pays-Bas    | Team Sunweb       | + 22 s       |
| 4e | Jos van Emden      | Pays-Bas    | LottoNL-Jumbo     | + 27 s       |
| 5e | Christopher Froome | Royaume-Uni | Team Sky          | + 35 s       |
| 6e | Alex Dowsett       | Royaume-Uni | Katusha-Alpecin   | + 40 s       |
| 7e | Chad Haga          | États-Unis  | Team Sunweb       | + 47 s       |
| 8e | Fabio Aru          | Italie      | UAE Team Emirates | + 57 s       |
| 9e | David de la Cruz   | Espagne     | Team Sky          | + 1 min 01 s |
| 10e | Vasil Kiryienka    | Biélorussie | Team Sky          | + 1 min 04 s |

### Points attribués
| - Arrivée d'étape à Rovereto (km 34,2) : \| \| Cycliste \| Pays \| Équipe \| Points \| \| -- \| ------------------ \| ----------- \| --------------- \| ------ \| \| 1 \| Rohan Dennis \| Australie \| BMC Racing \| 15 \| \| 2 \| Tony Martin \| Allemagne \| Katusha-Alpecin \| 12 \| \| 3 \| Tom Dumoulin \| Pays-Bas \| Sunweb \| 9 \| \| 4 \| Jos van Emden \| Pays-Bas \| Lotto NL-Jumbo \| 7 \| \| 5 \| Christopher Froome \| Royaume-Uni \| Sky \| 6 \| \| 6 \| Alex Dowsett \| Royaume-Uni \| Katusha-Alpecin \| 5 \| \| 7 \| Chad Haga \| États-Unis \| Sunweb \| 4 \| \| 8 \| Fabio Aru \| Italie \| UAE Emirates \| 3 \| \| 9 \| David de la Cruz \| Espagne \| Sky \| 2 \| \| 10 \| Vasil Kiryienka \| Biélorussie \| Sky \| 1 \| |                    |             |                 |        |
| | Cycliste           | Pays        | Équipe          | Points |
| 1 | Rohan Dennis       | Australie   | BMC Racing      | 15     |
| 2 | Tony Martin        | Allemagne   | Katusha-Alpecin | 12     |
| 3 | Tom Dumoulin       | Pays-Bas    | Sunweb          | 9      |
| 4 | Jos van Emden      | Pays-Bas    | Lotto NL-Jumbo  | 7      |
| 5 | Christopher Froome | Royaume-Uni | Sky             | 6      |
| 6 | Alex Dowsett       | Royaume-Uni | Katusha-Alpecin | 5      |
| 7 | Chad Haga          | États-Unis  | Sunweb          | 4      |
| 8 | Fabio Aru          | Italie      | UAE Emirates    | 3      |
| 9 | David de la Cruz   | Espagne     | Sky             | 2      |
| 10 | Vasil Kiryienka    | Biélorussie | Sky             | 1      |

## Classements à l'issue de l'étape

### Classement général
| \| Classement général \| Classement général \| Classement général \| Classement général \| Classement général \| \| Coureur \| Coureur \| Pays \| Équipe \| Temps \| \| ------------------ \| ------------------ \| ------------------ \| ------------------ \| ------------------ \| \| 1er \| Simon Yates \| Royaume-Uni \| Mitchelton-Scott \| 66 h 39 min 14 s \| \| 2e \| Tom Dumoulin \| Pays-Bas \| Team Sunweb \| + 56 s \| \| 3e \| Domenico Pozzovivo \| Italie \| Bahrain-Merida \| + 3 min 11 s \| \| 4e \| Christopher Froome \| Royaume-Uni \| Team Sky \| + 3 min 50 s \| \| 5e \| Thibaut Pinot \| France \| Groupama-FDJ \| + 4 min 19 s \| \| 6e \| Rohan Dennis \| Australie \| BMC Racing Team \| + 5 min 04 s \| \| 7e \| Miguel Ángel López \| Colombie \| Astana \| + 5 min 37 s \| \| 8e \| Pello Bilbao \| Espagne \| Astana \| + 6 min 02 s \| \| 9e \| Richard Carapaz \| Équateur \| Movistar Team \| + 6 min 07 s \| \| 10e \| Patrick Konrad \| Autriche \| Bora-Hansgrohe \| + 7 min 13 s \| |                    |             |                  |                  |
| |                    |             |                  |                  |
| Source : ProCyclingStats |                    |             |                  |                  |
| Classement général |                    |             |                  |                  |
| Coureur | Coureur            | Pays        | Équipe           | Temps            |
| 1er | Simon Yates        | Royaume-Uni | Mitchelton-Scott | 66 h 39 min 14 s |
| 2e | Tom Dumoulin       | Pays-Bas    | Team Sunweb      | + 56 s           |
| 3e | Domenico Pozzovivo | Italie      | Bahrain-Merida   | + 3 min 11 s     |
| 4e | Christopher Froome | Royaume-Uni | Team Sky         | + 3 min 50 s     |
| 5e | Thibaut Pinot      | France      | Groupama-FDJ     | + 4 min 19 s     |
| 6e | Rohan Dennis       | Australie   | BMC Racing Team  | + 5 min 04 s     |
| 7e | Miguel Ángel López | Colombie    | Astana           | + 5 min 37 s     |
| 8e | Pello Bilbao       | Espagne     | Astana           | + 6 min 02 s     |
| 9e | Richard Carapaz    | Équateur    | Movistar Team    | + 6 min 07 s     |
| 10e | Patrick Konrad     | Autriche    | Bora-Hansgrohe   | + 7 min 13 s     |

### Classement du meilleur jeune
| Classement du meilleur jeune | Classement du meilleur jeune | Classement du meilleur jeune | Classement du meilleur jeune | Classement du meilleur jeune |
| Coureur                      | Coureur                      | Pays                         | Équipe                       | Temps                        |
| ---------------------------- | ---------------------------- | ---------------------------- | ---------------------------- | ---------------------------- |
| 1er                          | Miguel Ángel López           | Colombie                     | Astana                       | 66 h 44 min 51 s             |
| 2e                           | Richard Carapaz              | Équateur                     | Movistar Team                | + 30 s                       |
| 3e                           | Ben O'Connor                 | Australie                    | Dimension Data               | + 1 min 56 s                 |
| 4e                           | Sam Oomen                    | Pays-Bas                     | Team Sunweb                  | + 2 min 28 s                 |
| 5e                           | Maximilian Schachmann        | Allemagne                    | Quick-Step Floors            | + 32 min 29 s                |
| 6e                           | Fausto Masnada               | Italie                       | Androni Giocattoli-Sidermec  | + 36 min 22 s                |
| 7e                           | Jack Haig                    | Australie                    | Mitchelton-Scott             | + 36 min 45 s                |
| 8e                           | Valerio Conti                | Italie                       | UAE Team Emirates            | + 41 min 32 s                |
| 9e                           | Matej Mohorič                | Slovénie                     | Bahrain-Merida               | + 43 min 31 s                |
| 10e                          | Felix Großschartner          | Autriche                     | Bora-Hansgrohe               | + 46 min 23 s                |

### Classement aux points
| Classement par points | Classement par points | Classement par points | Classement par points         | Classement par points |
| Coureur               | Coureur               | Pays                  | Équipe                        | Points                |
| --------------------- | --------------------- | --------------------- | ----------------------------- | --------------------- |
| 1er                   | Elia Viviani          | Italie                | Quick-Step Floors             | 237 pts               |
| 2e                    | Sam Bennett           | Irlande               | Bora-Hansgrohe                | 197 pts               |
| 3e                    | Simon Yates           | Royaume-Uni           | Mitchelton-Scott              | 113 pts               |
| 4e                    | Sacha Modolo          | Italie                | EF Education First-Drapac     | 102 pts               |
| 5e                    | Davide Ballerini      | Italie                | Androni Giocattoli-Sidermec   | 98 pts                |
| 6e                    | Marco Frapporti       | Italie                | Androni Giocattoli-Sidermec   | 89 pts                |
| 7e                    | Danny van Poppel      | Pays-Bas              | LottoNL-Jumbo                 | 89 pts                |
| 8e                    | Niccolò Bonifazio     | Italie                | Bahrain-Merida                | 68 pts                |
| 9e                    | Eugert Zhupa          | Albanie               | Wilier Triestina-Selle Italia | 64 pts                |
| 10e                   | Tom Dumoulin          | Pays-Bas              | Team Sunweb                   | 63 pts                |

### Classement du meilleur grimpeur
| Classement de la montagne | Classement de la montagne | Classement de la montagne | Classement de la montagne   | Classement de la montagne |
| Coureur                   | Coureur                   | Pays                      | Équipe                      | Points                    |
| ------------------------- | ------------------------- | ------------------------- | --------------------------- | ------------------------- |
| 1er                       | Simon Yates               | Royaume-Uni               | Mitchelton-Scott            | 91 pts                    |
| 2e                        | Giulio Ciccone            | Italie                    | Bardiani CSF                | 52 pts                    |
| 3e                        | Esteban Chaves            | Colombie                  | Mitchelton-Scott            | 47 pts                    |
| 4e                        | Thibaut Pinot             | France                    | Groupama-FDJ                | 46 pts                    |
| 5e                        | Christopher Froome        | Royaume-Uni               | Team Sky                    | 36 pts                    |
| 6e                        | Domenico Pozzovivo        | Italie                    | Bahrain-Merida              | 36 pts                    |
| 7e                        | Fausto Masnada            | Italie                    | Androni Giocattoli-Sidermec | 35 pts                    |
| 8e                        | Valerio Conti             | Italie                    | UAE Team Emirates           | 33 pts                    |
| 9e                        | Matteo Montaguti          | Italie                    | AG2R La Mondiale            | 29 pts                    |
| 10e                       | Richard Carapaz           | Équateur                  | Movistar Team               | 27 pts                    |

### Classements par équipes
| Classement par équipes | Classement par équipes | Classement par équipes | Classement par équipes |
| Équipe                 | Équipe                 | Pays                   | Temps                  |
| ---------------------- | ---------------------- | ---------------------- | ---------------------- |
| 1re                    | Sky                    | Royaume-Uni            | 200 h 19 min 39 s      |
| 2e                     | Astana                 | Kazakhstan             | + 8 min 36 s           |
| 3e                     | Mitchelton-Scott       | Australie              | + 10 min 12 s          |
| 4e                     | Bora-Hansgrohe         | Allemagne              | + 33 min 10 s          |
| 5e                     | Groupama-FDJ           | France                 | + 33 min 16 s          |
| 6e                     | Movistar Team          | Espagne                | + 38 min 54 s          |
| 7e                     | AG2R La Mondiale       | France                 | + 39 min 57 s          |
| 8e                     | Team Sunweb            | Allemagne              | + 48 min 09 s          |
| 9e                     | Dimension Data         | Afrique du Sud         | + 57 min 56 s          |
| 10e                    | UAE Team Emirates      | Émirats arabes unis    | + 1 h 13 min 46 s      |

| Classement par équipes | Classement par équipes | Classement par équipes | Classement par équipes |
| Équipe                 | Équipe                 | Pays                   | Temps                  |
| ---------------------- | ---------------------- | ---------------------- | ---------------------- |
| 1re                    | Sky                    | Royaume-Uni            | 200 h 19 min 39 s      |
| 2e                     | Astana                 | Kazakhstan             | + 8 min 36 s           |
| 3e                     | Mitchelton-Scott       | Australie              | + 10 min 12 s          |
| 4e                     | Bora-Hansgrohe         | Allemagne              | + 33 min 10 s          |
| 5e                     | Groupama-FDJ           | France                 | + 33 min 16 s          |
| 6e                     | Movistar Team          | Espagne                | + 38 min 54 s          |
| 7e                     | AG2R La Mondiale       | France                 | + 39 min 57 s          |
| 8e                     | Team Sunweb            | Allemagne              | + 48 min 09 s          |
| 9e                     | Dimension Data         | Afrique du Sud         | + 57 min 56 s          |
| 10e                    | UAE Team Emirates      | Émirats arabes unis    | + 1 h 13 min 46 s      |

| Classement par équipes aux points | Classement par équipes aux points | Classement par équipes aux points | Classement par équipes aux points |
| Équipe                            | Équipe                            | Pays                              | Points                            |
| --------------------------------- | --------------------------------- | --------------------------------- | --------------------------------- |

| Classement par équipes aux points | Classement par équipes aux points | Classement par équipes aux points | Classement par équipes aux points |
| Équipe                            | Équipe                            | Pays                              | Points                            |
| --------------------------------- | --------------------------------- | --------------------------------- | --------------------------------- |